# Klippans bruk (tätort)
Klippans bruk är en tätort i Klippans kommun i Skåne län. Orten har fått sitt namn av pappersbruket samhället vuxit upp kring.

## Befolkningsutveckling för tätorten
| Befolkningsutvecklingen i Klippans bruk 1960–2020 | Befolkningsutvecklingen i Klippans bruk 1960–2020 | Befolkningsutvecklingen i Klippans bruk 1960–2020 | Befolkningsutvecklingen i Klippans bruk 1960–2020 | Befolkningsutvecklingen i Klippans bruk 1960–2020 |
| ------------------------------------------------- | ------------------------------------------------- | ------------------------------------------------- | ------------------------------------------------- | ------------------------------------------------- |
|                                                   |                                                   |                                                   |                                                   |                                                   |
| År                                                |                                                   |                                                   | Folkmängd                                         | Areal (ha)                                        |
| 1960                                              | 1960                                              |                                                   | 385                                               |                                                   |
| 1965                                              | 1965                                              |                                                   | 423                                               |                                                   |
| 1970                                              | 1970                                              |                                                   | 394                                               |                                                   |
| 1975                                              | 1975                                              |                                                   | 379                                               |                                                   |
| 1980                                              | 1980                                              |                                                   | 336                                               |                                                   |
| 1990                                              | 1990                                              |                                                   | 367                                               | 45                                                |
| 1995                                              | 1995                                              |                                                   | 334                                               | 45                                                |
| 2000                                              | 2000                                              |                                                   | 312                                               | 45                                                |
| 2005                                              | 2005                                              |                                                   | 301                                               | 45                                                |
| 2010                                              | 2010                                              |                                                   | 314                                               | 44                                                |
| 2015                                              | 2015                                              |                                                   | 313                                               | 48                                                |
| 2020                                              | 2020                                              |                                                   | 364                                               | 59                                                |
|                                                   |                                                   |                                                   |                                                   |                                                   |